# Jiří Pauer

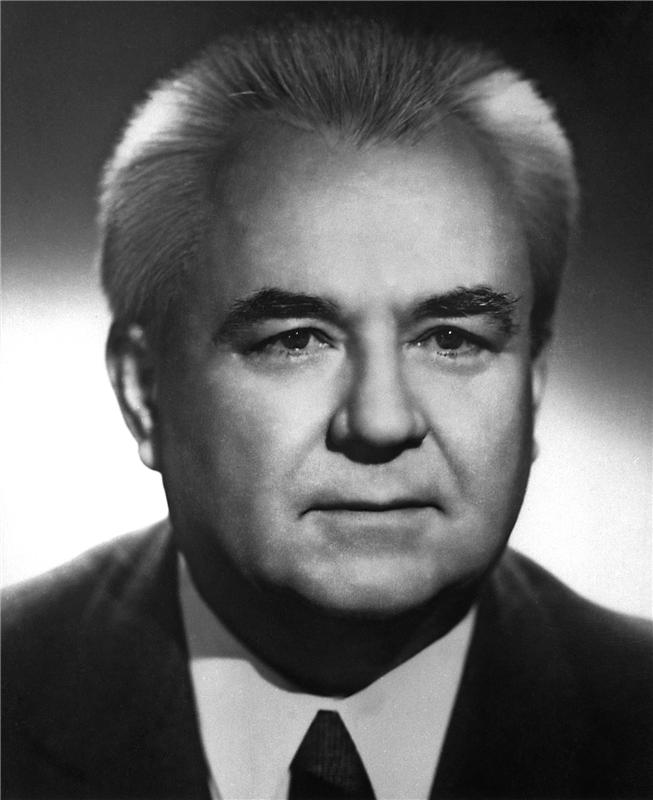
Jiří Pauer als Operndirektor des Tschechischen Nationaltheaters Prag

Jiří Pauer (* 22. Februar 1919 in Libušín bei Kladno; † 28. Dezember 2007 in Prag) war ein tschechischer Komponist.
Er war zunächst Lehrer. Pauer studierte bei Otakar Šín, von 1943 bis 1946 am Prager Konservatorium bei Alois Hába und bei Pavel Bořkovec an der Akademie der musischen Künste. Hier unterrichtete er später Komposition. In leitender Stellung beim Kulturministerium und am Rundfunk tätig, war er weiters 1953/55 Operndirektor am Národní divadlo Prag, später Sekretär des Komponistenverbandes, ab 1958 Direktor der tschechischen Philharmonie, 1963 1. Sekretät des Verbandes.
Er schuf mehrere Opern, Sinfonien und weitere Orchesterwerke, ein Horn- und ein Trompetenkonzert, kammermusikalische Werke Klavierstücke, Chöre und Lieder. Eines seiner meistgespielten Stücke ist sein Fagottkonzert aus dem Jahr 1949.

## Werke
- Konzert für Fagott und Orchester, 1949
- Konzert für Horn und Orchester, 1958
- Bläserquintett, 1961
- Konzertmusik, 1971
- Konzert für Trompete und Orchester, 1972
- Trompettina für Trompete und Klavier, 1972
- Trombonetta für Posaune und Klavier, 1974–75
- Intrada für 3 Klaviere, 3 Trompeten und 3 Posaunen, 1975
- Tubonetta für Tuba und Klavier, 1976
- Hymnus für kommunistische Partei, 1977
- Charaktere für Blechbläserquintett, 1977–78
- 12 Duette für 2 Trompeten (oder Hörner), 1983
- Trio für 3 Hörner, 1986

- Der Schneckendiplomat, 1950 (1958)
- Zusana Vijrova, 1958
- Rotkäppchen, 1960
- Eheliche Kontrapunkte 1961